# Lake Zurich
Lake Zurich è un villaggio degli Stati Uniti d'America, situato nello Stato dell'Illinois, nella contea di Lake. Si tratta di un sobborgo a nord di Chicago.